# Kim Møller Larsen
Kim Møller Larsen (født i 1960 i Sæby), er en tidligere dansk mester i boksning, opvokset i Kolding. 
Larsen har i sit voksenliv boet i Vonsild siden 1985.
Kim Møller Larsen boksede i alt 122 kampe, hvoraf han vandt 83, og nåede at blive Jysk mester 5 gange, 2 gange Dansk mester, og 2 gange sølv ved de Nordiske Mesterskaber. Han debuterede på drengelandsholdet i 1975, og boksede siden på det Danske ungdoms – Junior og senior Landshold.
Larsen har været boksetræner siden 1983 hvor den aktive karriere stoppede. Han er forfatter til bogen "Lær Sportshypnose" fra eget forlag i 1996, og har arbejdet som sportspsykolog i en række sportsklubber og med individuelle sportsudøvere.
Han blev uddannet som kommis i 1980 og har haft forskellige jobs, såsom slagteriarbejde, vicevært, chauffør i bus og taxi, sælger mv. før han i 1986 startede på socialpædagoguddannelsen, og dimitterede derfra i 1989. Han har arbejdet som pædagog på forskellige stitutioner. 
Han blev gift i 1988 og har to børn.